# Кубок европейских чемпионов по волейболу среди женщин 1971/1972
12-й розыгрыш Кубка европейских чемпионов по волейболу среди женщин проходил с 6 ноября 1971 по 11 марта 1972 года с участием 19 клубных команд стран-членов Европейской комиссии волейбола (ЕКВ). Финальный этап был проведён в Ла-Лувьере (Бельгия). Победителем турнира в 8-й раз в своей истории и в 5-й раз подряд стала советская команда «Динамо» (Москва).

## Команды-участницы
| Страна       | Команда                      |                                    |
| ------------ | ---------------------------- | ---------------------------------- |
| Австрия      | «Блау-Гельб» (Вена)          | Чемпион Австрии 1971               |
| Албания      | «17 Нентори» (Тирана)        | 2-й призёр чемпионата Албании 1971 |
| Бельгия      | «Хермес» (Остенде)           | Чемпион Бельгии 1971               |
| Болгария     | «Левски-Спартак» (София)     | Чемпион Болгарии 1971              |
| Венгрия      | НИМ ШЕ (Будапешт)            | Чемпион Венгрии 1971               |
| Греция       | «Панатинаикос» (Афины)       | Чемпион Греции 1971                |
| Израиль      | «Хапоэль» (Ха-Мапил)         | 2-й призёр чемпионата Израиля 1971 |
| Италия       | «Парма» (Парма)              | Чемпион Италии 1971                |
| Нидерланды   | «Беккервелд» (Херлен)        | Чемпион Нидерландов 1971           |
| Польша       | «Старт» (Лодзь)              | Чемпион Польши 1971                |
| Португалия   | «Бенфика» (Лиссабон)         | Чемпион Португалии 1971            |
| Румыния      | «Пеничилина» (Яссы)          | Чемпион Румынии 1971               |
| СССР         | «Динамо» (Москва)            | Чемпион СССР 1971                  |
| СССР         | «Локомотив» (Москва)         | 2-й призёр чемпионата СССР 1971    |
| Турция       | «Генчлербирлиги» (Анкара)    | Чемпион Турции 1971                |
| Франция      | «АСПТТ Монпелье» (Монпелье)  | Чемпион Франции 1971               |
| ФРГ          | «Ганновер» (Ганновер)        | Чемпион ФРГ 1971                   |
| Чехословакия | «Татран-Стржешовице» (Прага) | Чемпион Чехословакии 1971          |
| Швейцария    | «Уни» (Базель)               | Чемпион Швейцарии 1971             |
| Югославия    | «Црвена Звезда» (Белград)    | Чемпион Югославии 1971             |

## Система проведения розыгрыша
В турнире принимали участие 19 команд из 18 стран-членов ЕКВ (16 чемпионов своих стран и серебряные призёры чемпионатов Албании, Израиля и СССР 1971 года. Соревнования состояли из 1-го, 2-го раундов, полуфинального и финального этапов.
Полуфинальный этап состоял из двух групповых турниров с участием 8 победителей пар 2-го раунда
В финальном этапе приняли участие по две лучшие команды из групп полуфинального этапа. Команды провели однокруговой турнир, по результатам которого были определены призёры розыгрыша.

## 1-й раунд
6.11—5.12.1971
 «АСПТТ Монпелье» —  «Локомотив» (Москва)
4 декабря. 0:3 (0:15, 7:15, 8:15).
5 декабря. 0:3.
 «Беккервелд» (Херлен) —  «Блау-Гельб» (Вена)
6 ноября. 3:0 (15:5, 15:6, 15:4).
13 ноября. 3:0 (15:8, 15:7, 15:12).
 «Хапоэль» (Ха-Мапил) —  «Ганновер»
19 ноября. 0:3.
21 ноября. 0:3 (5:15, 9:15, 13:15).
 «17 Нентори» (Тирана) —  НИМ ШЕ (Будапешт)
0:3.
0:3.
От участия в 1-м раунде освобождены:
| «Хермес» (Остенде) «Левски-Спартак» (София) «Панатинаикос» (Афины) «Парма» «Старт» (Лодзь) «Бенфика» (Лиссабон) | «Пеничилина» (Яссы) «Динамо» (Москва) «Генчлербирлиги» (Анкара) «Татран-Стржешовице» (Прага) «Уни» (Базель) «Црвена Звезда» (Белград) |

## 2-й раунд
ноябрь—декабрь 1972
 «Динамо» (Москва) —  НИМ ШЕ (Будапешт)
 ?:?
 ?:?
 «Уни» (Базель) —  «Локомотив» (Москва)
14 декабря. 0:3 (1:15, 2:15, 8:15).
16 декабря. 0:3 (1:15, 6:15, 6:15). Оба матча прошли в Швейцарии.
 «Левски-Спартак» (София) —  «Панатинаикос» (Афины)
22 декабря. 3:0 (15:1, 15:2, 15:0).
.. декабря. 3:0 (15:1, 15:1, 15:7).
 «Црвена Звезда» (Белград) —  «Татран-Стржешовице» (Прага)
 ?:?
21 декабря. 0:3 (3:15, 6:15, 12:15).
 «Старт» (Лодзь) —  «Бенфика» (Лиссабон)
Отказ «Бенфики».
 «Парма» —  «Генчлербирлиги» (Анкара)
6 декабря. 3:0 (15:10, 15:4, 15:9).
.. декабря. ?:?
 «Беккервелд» (Херлен) —  «Хермес» (Остенде)
28 ноября. 3:1 (15:8, 15:10, 10:15, 15:6)
18 декабря. 2:3 (7:15, 15:12, 10:15, 15:4, 5:15).
 «Пеничилина» (Яссы) —  «Ганновер»
 ?:?
 ?:?

## Полуфинальный этап
7—9.01.1972

### Группа А
Херлен
| М | Команда                      | 1   | 2   | 3   | 4   | И | В | П | С/П | О |
| - | ---------------------------- | --- | --- | --- | --- | - | - | - | --- | - |
| 1 | «Локомотив» (Москва)         |     | 3:2 | 3:0 | 3:2 | 3 | 3 | 0 | 9:4 | 6 |
| 2 | «Татран-Стржешовице» (Прага) | 2:3 |     | 3:0 | 3:0 | 3 | 2 | 1 | 8:3 | 5 |
| 3 | «Беккервелд» (Херлен)        | 0:3 | 0:3 |     | 3:1 | 3 | 1 | 2 | 3:7 | 4 |
| 4 | «Левски-Спартак» (София)     | 2:3 | 0:3 | 1:3 |     | 3 | 0 | 3 | 3:9 | 3 |

7 января
 «Беккервелд» —  «Левски-Спартак»
3:1 (15:12, 2:15, 15:10, 15:8).
 «Локомотив» —  «Татран-Стржешовице»
3:2 (11:15, 15:8, 15:4, 5:15, 15:13).
8 января
 «Локомотив» —  «Левски-Спартак»
3:2 (15:11, 15:13, 12:15, 6:15, 15:3).
 «Татран-Стржешовице» —  «Беккервелд»
3:0 (15:13, 15:7, 15:4).
9 января
 «Татран-Стржешовице» —  «Левски-Спартак»
3:0 (15:11, 15:5, 15:5).
 «Локомотив» —  «Беккервелд»
3:0 (15:11, 15:3, 15:9).

### Группа В
Лодзь
| М | Команда             | 1   | 2   | 3   | 4   | И | В | П | С/П | О |
| - | ------------------- | --- | --- | --- | --- | - | - | - | --- | - |
| 1 | «Динамо» (Москва)   |     | 3:0 | 3:0 | 3:0 | 3 | 3 | 0 | 9:0 | 6 |
| 2 | «Старт» (Лодзь)     | 0:3 |     | 3:1 | 3:0 | 3 | 2 | 1 | 6:4 | 5 |
| 3 | «Пеничилина» (Яссы) | 0:3 | 1:3 |     | 3:- | 3 | 1 | 2 | 4:6 | 4 |
| 4 | «Парма»             | 0:3 | 0:3 | -:3 |     | 3 | 0 | 3 | 0:9 | 3 |

7 января
 «Динамо» —  «Пеничилина»
3:0 (15:1, 15:7, 15:4).
 «Старт» —  «Парма»
3:0 (15:4, 15:5, 15:0).
8 января
 «Динамо» —  «Парма»
3:0.
 «Старт» —  «Пеничилина»
3:1.
9 января
 «Пеничилина» —  «Парма»
3:-
 «Динамо» —  «Старт»
3:0 (15:13, 15:11, 15:6).

## Финальный этап
9—11 марта 1972.  Ла-Лувьер.
Участники:
 «Динамо» (Москва)

 «Локомотив» (Москва)

 «Татран-Стржешовице» (Прага)

 «Старт» (Лодзь)
Команды-участницы провели однокруговой турнир, по результатам которого определена итоговая расстановка мест.

### Результаты
| М | Команда                      | 1   | 2   | 3   | 4   | И | В | П | С/П | О |
| - | ---------------------------- | --- | --- | --- | --- | - | - | - | --- | - |
| 1 | «Динамо» (Москва)            |     | 3:0 | 2:3 | 3:0 | 3 | 2 | 1 | 8:3 | 5 |
| 2 | «Татран-Стржешовице» (Прага) | 0:3 |     | 3:2 | 3:0 | 3 | 2 | 1 | 6:5 | 5 |
| 3 | «Локомотив» (Москва)         | 3:2 | 2:3 |     | 3:2 | 2 | 1 | 2 | 8:7 | 5 |
| 4 | «Старт» (Лодзь)              | 0:3 | 0:3 | 2:3 |     | 3 | 0 | 3 | 2:9 | 3 |

9 марта
 «Татран-Стржешовице» —  «Старт»
3:0.
 «Локомотив» —  «Динамо»
3:2.
10 марта
 «Локомотив» —  «Старт»
3:2 (15:13, 7:15, 16:14, 7:15, 15:9).
 «Динамо» —  «Татран-Стржешовице»
3:0 (15:8, 15:12, 15:10).
11 марта
 «Динамо» —   «Старт»
3:0 (15:9, 15:3, 15:0).
 «Татран-Стржешовице» —  «Локомотив»
3:2 (11:15, 15:5, 15:9, 12:15, 15:13).

### Итоги

#### Положение команд
| «Динамо» (Москва)            |
| «Татран-Стржешовице» (Прага) |
| «Локомотив» (Москва)         |
| 4. «Старт» (Лодзь)           |